# 西部航空管区
西部航空管区（せいぶこうくうかんく、ウクライナ語: Повітряне командування «Захід»）は、ウクライナ空軍の航空管区の一つ。2004年にウクライナ空軍第14航空軍団とウクライナ防空軍第28防空軍団を再編成して西部航空軍団が発足し、2016年に西部航空管区へ改編された。
リヴィウ州リヴィウに司令部を置き、ウクライナ西部の防空を担任する。

## 編制

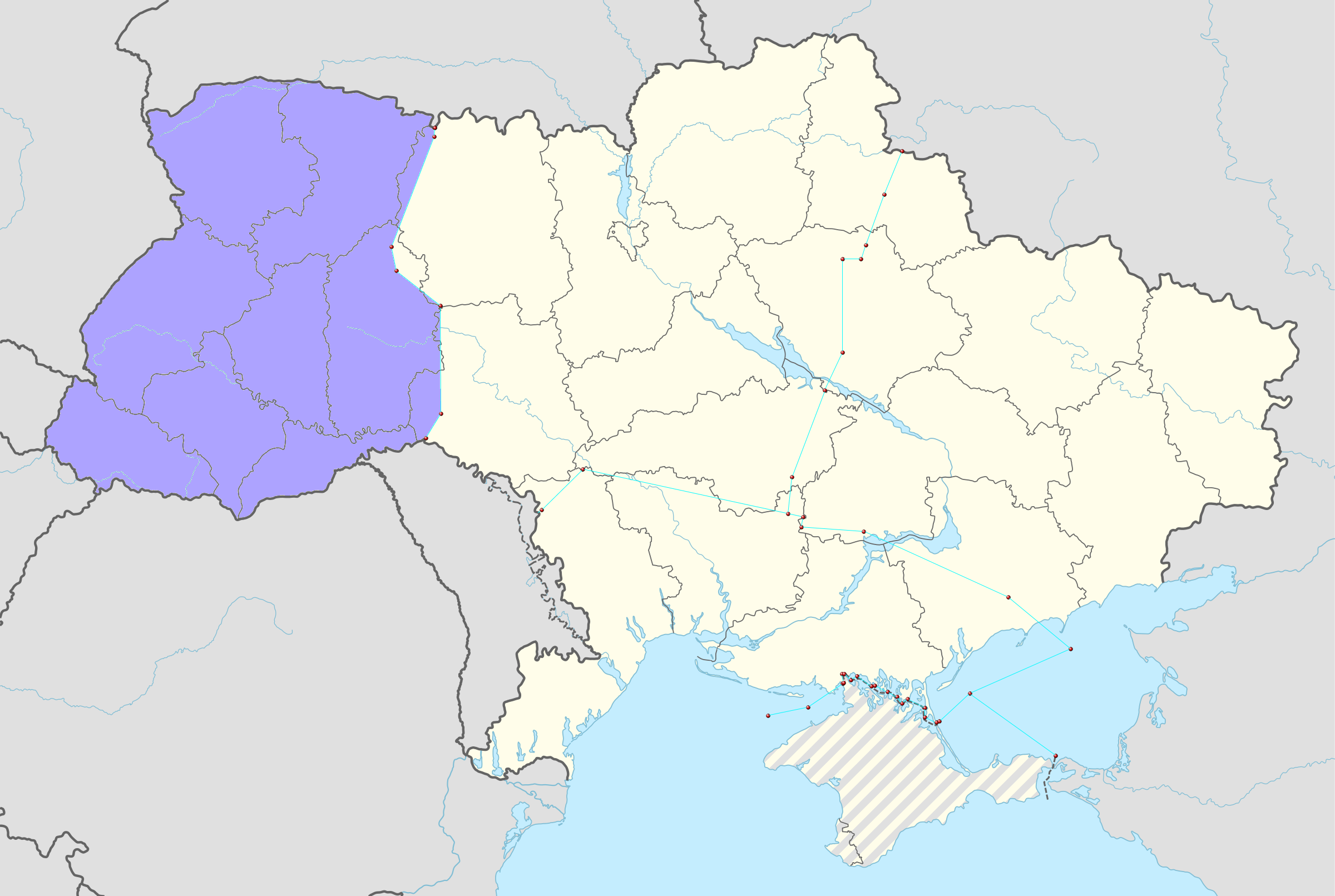
西部航空管区の担任地域

西部航空管区の編制は以下のとおりとなる。
- 西部航空管区司令部（リヴィウ州リヴィウ）
  - 第114戦術航空旅団（イヴァーノ＝フランキーウシク州イヴァーノ＝フランキーウシク国際空港） - MiG-29、L-39
  - 第204戦術航空旅団（ヴォルィーニ州ルーツィク空軍基地） - MiG-29/UB、MiG-29MU1（ウクライナ語版）、L-39M1
  - 第1電波技術旅団（ウクライナ語版）（リヴィウ州リヴィウ）
  - 第11高射ミサイル連隊（ウクライナ語版）（フメリニツキー州シェペティウカ（ウクライナ語版）） - 9K37M1
  - 第223高射ミサイル連隊（ウクライナ語版）（リヴィウ州ストルイ（ウクライナ語版）） - 9K37M1
  - 第540高射ミサイル連隊（ウクライナ語版）（リヴィウ州カミアンカ＝ブスカ（ウクライナ語版）） - S-200、S-300PT
  - 第76独立指揮通信連隊（リヴィウ州リプニキ（ウクライナ語版））
  - 第17電子戦大隊（イヴァーノ＝フランキーウシク州コロミア）
  - 第352独立飛行場大隊（フメリニツキー州フメリニツキー）
  - 第193管制警戒センター
  - 第11司令部防護支援隊
  - 第8航空管区事務所（リヴィウ州リヴィウ）
  - 第25航空管区事務所（リウネ州ドゥブノ
  - 第108航空管区事務所（イヴァーノ＝フランキーウシク州コロミア）
  - 第202航空管区事務所（ヴォルィーニ州ポヴォロスク（ウクライナ語版））

## 歴代司令官
| 代                 | 氏名                                                      | 階級           | 在任期間        |
| 西部航空軍団長     | 西部航空軍団長                                            | 西部航空軍団長 | 西部航空軍団長  |
| ------------------ | --------------------------------------------------------- | -------------- | --------------- |
| 1                  | ペトロ・オシペンコ Осипенко Петро Миколайович             | 中将           | 2004年 - 2007年 |
| 2                  | スタニスラウ・パブロビッチ Павлович Станіслав Миколайович | 中将           | 2008年 - 2013年 |
| 3                  | ヴャチェスラフ・シャモコ Шамко В’ячеслав Євгенович        | 少将           | 2013年 - 2015年 |
| 西部航空管区司令官 |                                                           |                |                 |
| 1                  | オレクシー・マルチェンコ Марченко Олексій Станіславович   | 少将           | 2016年 -        |